# Gustaf III (pjäs)
Gustaf III (i senare uppsättningar stavat Gustaf III) är en pjäs av August Strindberg från 1902. Pjäsen hör till Strindbergs historiska dramer och handlar om den svenske kungen Gustav III.

## Uppsättningar
Jarl Kulle gjorde rollen som Gustav III på Dramaten 1963 i regi av Bengt Ekeroth. Han repriserade rollen 1964 på Malmö stadsteater i en ny uppsättning regisserad av Gösta Folke.
Lasse Pöysti gjorde rollen 1964 i en finsk tv-teateruppsättning, Kustaa III, 1964 i regi av Mirjam Himberg.
1973 satte Lennart Hjulström upp pjäsen på Göteborgs stadsteater med Sven Wollter i titelrollen. 
Johan Bergenstråhle gör 1974 en storslagen tv-teateruppsättning där Gösta Ekmans Gustav III bland annat är omgiven av Tomas Bolme som Armfelt och Håkan Serner som Anckarström .
Ingvar Hirdwall gjorde kungen 1988 i Fred Hjelms uppsättning på Stockholms stadsteater, tillsammans med apan Ola, och 1997 gjorde Thorsten Flinck rollen på Uppsala stadsteater, där regissören Christian Tomner hade bearbetat texten och bland annat interfolierat bitar ur Sven Delblancs pjäs Maskeraden.
Våren 2008 spelades en kraftig förkortad version av pjäsen på Dramaten. För regin svarade Maria Åberg och titelrollen spelades av Michael Nyqvist. Uppsättningen ingick tillsammans med Strindbergspjäserna Gustav Vasa och Kristina i en helaftons jubileumsföreställning kallad Tre kronor.